# Tamantit
Tamantit (in caratteri arabi: تامنطيت) è una città dell'Algeria facente parte del distretto di Fenoughil, nella provincia di Adrar.

## Geografia fisica
L'abitato sorge sull'omonima oasi, protetta dalla Convenzione di Ramsar.

## Storia
Intorno al 1447 si stabilì nella città il mercante e esploratore genovese Antonio Malfante, ove sotto la protezione dello sceicco Sidi Yahia ben-Idir: a Tamantit Malfante raccolse, grazie ai mercanti e allo stesso sceicco, numerose informazioni sull'area del Sahel e anche dell'Africa Nera, descrivendo usi e costumi dei vari popoli che abitavano quelle aree.